# Askold (Rus-Fürst)

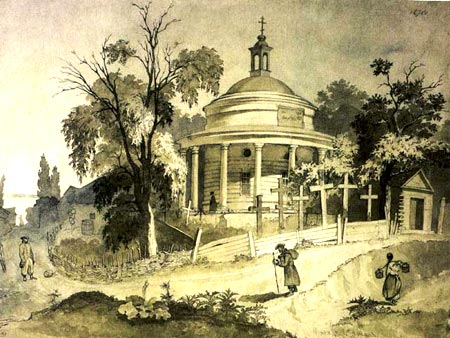
St.-Nikolaus-Kirche auf Askolds Grab in Kiew (Darstellung von Taras Schewtschenko, 1846)

Askold (altnordisch Hǫðskuldr, Hǫskuldr, kirchenslawisch Асколдъ Askoldŭ, Осколдъ Oskoldŭ; † 882) war neben Dir (altnordisch Dýri, kirchenslawisch Диръ Dirŭ) einer der beiden legendären Rus-Fürsten, denen nach einem erfolgreichen Feldzug gegen die Chasaren zwischen 858 und 862 die Eroberung Kiews und zwischen 864 und 868 die Gründung des Fürstentums Kiew zugeschrieben wird – parallel zu den warägischen Rurikiden, die bereits das Fürstentum Nowgorod gegründet hatten. Askold hatte mit seinen Schiffen bereits 860 erstmals die byzantinische Hauptstadt Konstantinopel angegriffen und soll von den Byzantinern zum Christentum bekehrt sowie auf den Namen Nikolaus getauft worden sein. Nach seinem Tod fiel Kiew an die Rurikiden, die dadurch möglich gewordene Vereinigung der Fürstentümer Kiew und Nowgorod gilt als die eigentliche Geburtsstunde der Kiewer Rus. Sein Grab soll sich der Legende nach unter der St.-Nikolaus-Kirche auf Askolds Grab in Kiew befinden.

## Nachwirkung
Der tschechische slawophile Historiker Karel Jaromír Erben (1811–1870) hielt es für möglich, dass mit Askold und Dir ein und dieselbe Person gemeint gewesen seien, Askold stamme von altnordisch óskyldr ‚Fremder‘, Dir hingegen sei der eigentliche skandinavische Name dieses den Slawen fremden Herrschers.
Die romantische Oper Askolds Grab des russischen Komponisten Alexei Nikolajewitsch Werstowski ist eine musikalische Bearbeitung der Legende um Askold und Dir.
Der ukrainisch-amerikanische Historiker Serhii Plokhy urteilt zur Historizität dieser aus der Nestorchronik stammenden Überlieferung: „Obwohl man viele Details dieser Geschichte infrage stellen kann und sollte, einschließlich ihrer wackeligen Chronologie, (…) spiegelt die Legende wahrscheinlich die tatsächliche Konsolidierung der Macht einer Gruppe von Wikingern in den bewaldeten Regionen Osteuropas zwischen dem heutigen Welikij Nowgorod und Kyjiw wider.“